# Jocelyn Blanchard (acteur)
Pour les articles homonymes, voir Jocelyn Blanchard et Blanchard.
Jocelyn Blanchard (né le 21 novembre 1969) est un comédien québécois.

## Biographie
Jocelyn Blanchard a commencé à l’École nationale de théâtre du Canada. Depuis sa sortie en 1995, il apparaît sur les scènes du Théâtre Jean-Duceppe, du  Théâtre de Quat’Sous, du Rideau-Vert, du Théâtre Denise-Pelletier, entre autres. Il a beaucoup joué en théâtre jeune public pour diverses compagnies.
Au début des années 2000, Jocelyn Blanchard devient connu pour son rôle d’un commis dans la publicité du Super Club Vidéotron, avec la citation Des tonnes de copies jouée en boucle. 
À la télévision, il a incarné le rôle de Max dans la populaire émission jeunesse Il était une fois dans le trouble diffusée à Vrak.tv entre 2004 et 2015. Il a également participé à plusieurs autres émissions jeunesse dont Macaroni tout garni et La princesse astronaute. Pour le grand public, il a joué dans divers séries dont Mensonges, la Galère, Adam et Ève, Trauma, Toute la vérité et Ces gars-là  I et II.
De plus, il a fait du cinéma, d'où il a participé au film D’Encre et de sang, réalisé par un trio de réalisateurs dont Francis Fortin, Maxime Rheault et Alexis Fortier-Gauthier.
Parallèlement à son travail d’acteur, Jocelyn Blanchard est aussi auteur dramatique et scénariste. Il compte à son actif plusieurs textes de théâtre, dont son plus récent Ceci n’est pas un fusil qu’il joue en tournée devant les publics adolescents du Québec.  
Il habite à Longueuil. Il est père de quatre enfants.

## Théâtre
- 1995 : Voyage au bout de la nuit : Ferdinand
- 1996 : Rhinocéros de René Richard Cyr, Théâtre Denise-Pelletier : le monsieur
- 1998 : Grossière indécence, Théâtre du Rideau vert : Sydney Mavor
- 2000 - 2002 : Mathieu trop court, François trop long : François
- 2004 : Vendredi soir : Ti-Marc Leclerc
- 2005 : Une ardente patience : député Cosme
- 2006 - 2007 : La Mégère apprivoisée : Lucentio
- 2009 - 2011 : Romain 1er à cheval sur le monde : Romain
- 2015 - 2016 : En cas de pluie, aucun remboursement, Compagnie Jean-Duceppe : Henri Le Bègue
- 2016 - 2017 : Ceci n'est pas un fusil : Jocelyn A. et Jocelyn B.

## Filmographie

### Cinéma
- 1999 : Le Petit Ciel : Jacques Sauvé
- 2001 : L'Ange de goudron : un commis
- 2010 : Coteau rouge d'André Forcier : Jean-Guy Boileau
- 2012 : Avant que mon cœur bascule de Sébastien Rose : Pierre, homme menacé à domicile
- 2013 : Mauvais herbe de Francis Fortin : Luc
- 2016 : D'encre et de sang d'Alexis Fortier Gauthier, Maxim Rheault et Francis Fortin : Dr Bourdages
- 2021 : Une révision de Catherine Therrien : Denis Caron

### Télévision
- 1993 : La Princesse astronaute : Clarence
- 1997 : Ces enfants d'ailleurs : Boulianne
- 1998 : Macaroni tout garni : Eugène le génie
- 2000 : Willie : technicien RCA
- 2003 - 2006 : 3x rien : chum de Louis
- 2004 - 2006 : Les Bougon, c'est aussi ça la vie! : Dean Guénette
- 2004 - 2014 : Il était une fois dans le trouble : Max
- 2007 - 2012 : Kaboum : Rafioso
- 2007 - 2014 : Destinées : Rémy Landry
- 2010 - 2014 : Toute la vérité : Pierre Laurendeau
- 2013 : Trauma : père de Sabrina Lampron
- 2013 : 19-2 : propriétaire du dépanneur
- 2013 : La galère : gars des fenêtres
- 2014 - 2016 : Ces gars-là : Francis
- 2016 : Mensonges : Justin Lagacé
- 2016 : Les pêcheurs : maître de cérémonie
- 2017 : District 31 : Jacques Fillion
- 2018 - 2021 : Clash : Dr Métivier
- 2020 - : La Maison-Bleue : Jean-Daniel
- 2021 : Caméra Café : Benoît Cauthé

### Publicité
- 2000 - 2007 : Le SuperClub Vidéotron : le commis
- 2006 : Whippet Express : le père
- 2006 : McDonald's : un travailleur
- 2008 : Kia : un tournesol
- 2009 : FPLQ : le nouveau père
- 2009 : Home Dépôt : l'homme de la maison
- 2010 : La Capitale assurance : un homme
- 2010 : Tim Horton : un collègue de travail
- 2015 - 2017 : Le Docteur du Pare-Brise : Le docteur
- 2016 : Les Fromages Philly : le cadre

## Récompenses et distinctions

### Nominations
- Meilleure interprétation premier rôle: jeunesse - 20e Gala des prix Gémeaux, en 2005, pour son interprétation de Max dans "Il était une fois dans le trouble"
- Meilleure interprétation premier rôle: jeunesse - 21e Gala des prix Gémeaux, en 2006, pour son interprétation de Max dans "Il était une fois dans le trouble"
- Meilleure interprétation premier rôle: jeunesse - 22e Gala des prix Gémeaux, en 2007, pour son interprétation de Max dans "Il était une fois dans le trouble"